# 第二次漳州戰鬥
漳州戰鬥發生於1923年8月8日，地點則是在中國閩南。是北洋政府時期內戰之一，交戰兩方為粵軍林虎及閩南討賊軍，戰鬥末了，粵軍林虎獲勝。